# Hardenberg (gemeente)

Topografische gemeentekaart van Hardenberg, september 2023

Hardenberg (Nedersaksisch: Harnbarg of Hardenbarg; uitspraakⓘ) is een gemeente in het noordoosten van de Nederlandse provincie Overijssel. Het gemeentehuis staat in de gelijknamige plaats Hardenberg. 
De huidige gemeente is na een gemeentelijke herindeling in 2001 ontstaan uit de voormalige gemeenten Hardenberg (in 1941 ontstaan uit de gemeenten Stad Hardenberg en Ambt Hardenberg), Avereest en Gramsbergen. Het inwonertal van deze gemeente bedraagt 62.932 inwoners (22 november 2024, bron: CBS) en de oppervlakte 317,24 km².

## Geografie

### Kernen
| Woonplaats (BAG) | Inwoners 2023 |
| ---------------- | ------------- |
| Ane              | 570           |
| Anerveen         | 160           |
| Anevelde         | 45            |
| Balkbrug         | 4.000         |
| Bergentheim      | 3.570         |
| Brucht           | 315           |
| Bruchterveld     | 1.095         |
| Collendoorn      | 370           |
| De Krim          | 2.205         |
| Dedemsvaart      | 13.090        |
| Den Velde        | 190           |
| Diffelen         | 140           |
| Gramsbergen      | 3.265         |
| Hardenberg       | 20.285        |
| Heemserveen      | 545           |
| Holtheme         | 175           |
| Holthone         | 115           |
| Hoogenweg        | 460           |
| Kloosterhaar     | 1.490         |
| Loozen           | 200           |
| Lutten           | 2.010         |
| Mariënberg       | 955           |
| Radewijk         | 610           |
| Rheeze           | 285           |
| Rheezerveen      | 620           |
| Schuinesloot     | 990           |
| Sibculo          | 1.415         |
| Slagharen        | 3.230         |
| Venebrugge       | 105           |

### Aangrenzende gemeenten
| Aangrenzende gemeenten | Aangrenzende gemeenten | Aangrenzende gemeenten | Aangrenzende gemeenten | Aangrenzende gemeenten   |
| ---------------------- | ---------------------- | ---------------------- | ---------------------- | ------------------------ |
| De Wolden (Dr)         |                        | Hoogeveen (Dr)         |                        | Coevorden (Dr)           |
|                        |                        |                        |                        |                          |
| Staphorst              | Laar (D) Wilsum (D)    |                        |                        |                          |
| Dalfsen                |                        |                        |                        |                          |
| Ommen                  |                        | Twenterand             |                        | Wielen (D) Itterbeck (D) |

## Monumenten
In Hardenberg zijn er verschillende rijksmonumenten, gemeentelijke monumenten en oorlogsmonumenten, zie:
- Lijst van oorlogsmonumenten in Hardenberg
- Lijst van gemeentelijke monumenten in Hardenberg
- lijst van rijksmonumenten in Hardenberg (gemeente)

## Politiek

### Zetelverdeling gemeenteraad

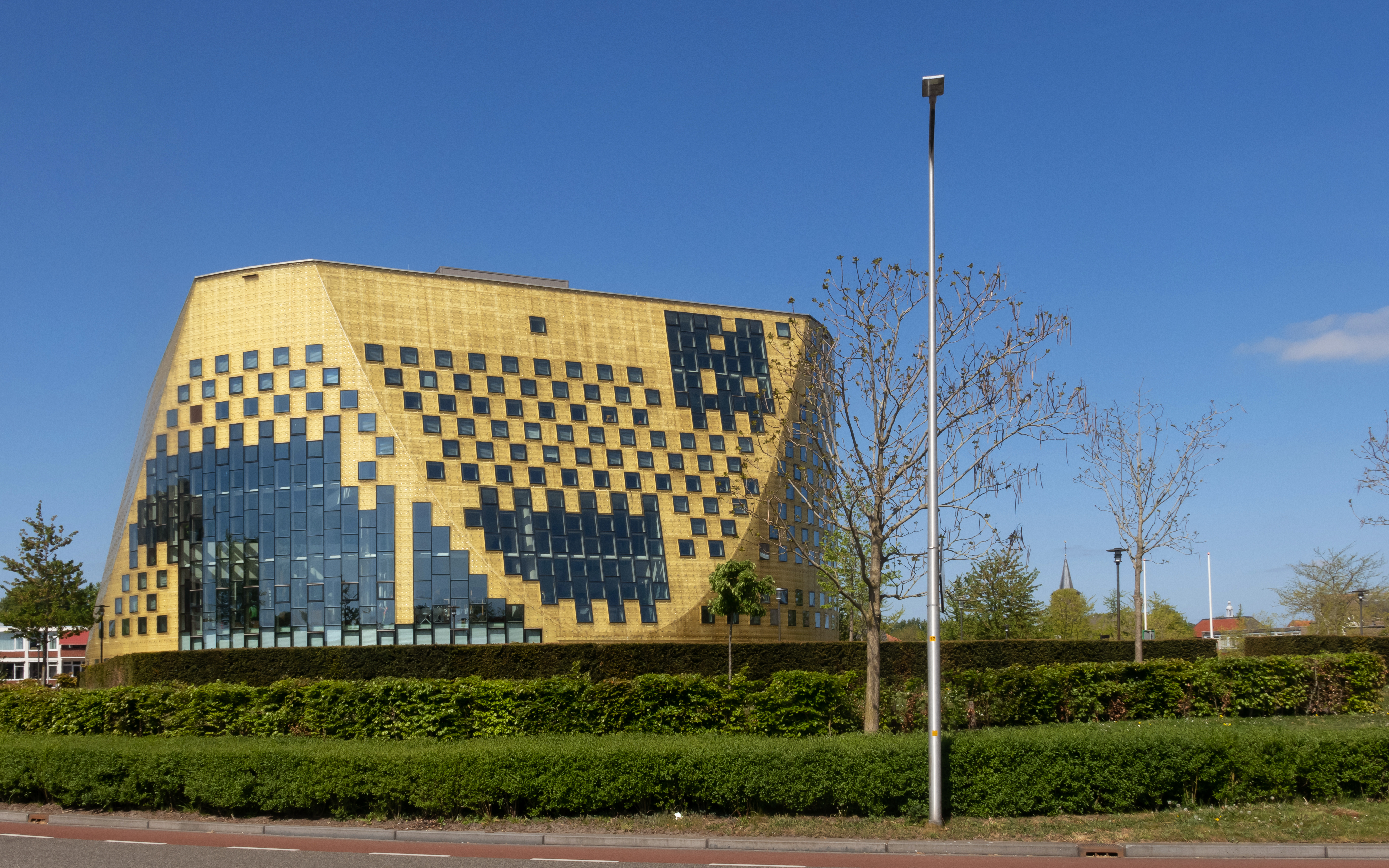
Het gemeentehuis van Hardenberg

De gemeenteraad van Hardenberg bestaat sinds 2018 uit 33 zetels. Hieronder de behaalde zetels per partij bij de gemeenteraadsverkiezingen sinds 2002:
| Gemeenteraadszetels               | Gemeenteraadszetels | Gemeenteraadszetels | Gemeenteraadszetels | Gemeenteraadszetels | Gemeenteraadszetels | Gemeenteraadszetels |
| Partij                            | 2002                | 2006                | 2010                | 2014                | 2018                | 2022                |
| --------------------------------- | ------------------- | ------------------- | ------------------- | ------------------- | ------------------- | ------------------- |
| CDA                               | 13                  | 11                  | 11                  | 9                   | 11                  | 11**                |
| ChristenUnie                      | 6                   | 6                   | 7                   | 8                   | 6                   | 7                   |
| OpKoers.nu                        | -                   | 1                   | 2                   | 3                   | 6                   | 7                   |
| VVD                               | 4                   | 3                   | 3                   | 3                   | 4                   | 3                   |
| PvdA                              | 7                   | 8                   | 5                   | 4                   | 3                   | 2                   |
| 50PLUS                            | -                   | -                   | -                   | -                   | 1*                  | 1*                  |
| D66                               | -                   | -                   | -                   | 2                   | 1                   | 1                   |
| GroenLinks                        | 1                   | 1                   | 2                   | 1                   | 1                   | 1                   |
| Liberaal Hardenberg               | -                   | -                   | 1                   | 1                   | -                   | -                   |
| Onafhankelijke Partij Vechtstreek | -                   | 1                   | -                   | -                   | -                   | -                   |
| Totaal                            | 31                  | 31                  | 31                  | 31                  | 33                  | 33                  |

* Op 8 februari 2022 is de fractie van 50PLUS verdergegaan als Samen Gemeente Hardenberg. Omdat de kandidatenlijsten voor de verkiezingen al waren ingeleverd, werd aan de verkiezingen weer deelgenomen als 50PLUS.

** In 2022 zijn twee raadsleden uit de CDA-fractie gestapt en doorgegaan onder de naam DOEN'22.

### College van B&W
De coalitie voor de periode 2022-2026 bestaat uit CDA, OpKoers.nu, ChristenUnie en VVD. Zie hieronder het college van burgemeester en wethouders voor de periode 2022-2026.
| Naam              | Functie            | Partij       | Portefeuille |
| ----------------- | ------------------ | ------------ | --- |
| Maarten Offinga   | Burgemeester       | CDA          | - Bestuurlijke coördinatie en bestuurlijke organisatie - Algemeen bestuurlijke en juridische aangelegenheden - Openbare orde en veiligheid - Toezicht en handhaving - Externe vertegenwoordiging gemeente/representatie/ambassadeurschap - Intergemeentelijke en grensoverschrijdende aangelegenheden - Communicatie en voorlichting - Burgerzaken - Mobiele Bereikbaarheid - Bestuurlijke vernieuwing - Personeel en organisatie (inclusief Ontvlechting BOH) - Informatieveiligheid |
| vacant            | Wethouder          | CDA          | - 1e locoburgemeester - Ruimtelijke ontwikkeling (incl. Omgevingswet, verstedelijking en centrum-ontwikkeling) - Volkshuisvesting en wonen - Landbouw - Beheer openbare ruimte - Sport - Kernenbeleid (incl. Fonds Maatschappelijke Initiatieven) - Financiën |
| Alwin Mussche     | Wethouder          | OpKoers.nu   | - 2e locoburgemeester - Wmo, zorg en welzijn (incl. coördinatie Samen Doen Hardenberg BV) - Werk en inkomen - Kunst, cultuur en monumentenbeleid - Minimabeleid - Inburgering (incl. AZC) - Inclusiebeleid |
| Alwin te Rietstap | Wethouder          | ChristenUnie | - 3e locoburgemeester - Economie - (Boven)lokale bereikbaarheid en mobiliteit - Verkeer en vervoer (incl. GVVP en fietsplan) - Jeugdbeleid en jeugdzorg - Gezondheid en preventie - Klimaat, natuur en water |
| Werner ten Kate   | Wethouder          | VVD          | - 4e locoburgemeester - Vrijetijds-economie (incl. evenementen-beleid) - Onderwijs en educatie - Energietransitie en energie-innovatie - Milieu en grondstoffen - Grondbeleid en grondbedrijf - Gemeentelijke eigendommen |
| Ida Oostmeijer    | Gemeentesecretaris |              | |

### Millennium Gemeente 2007
Hardenberg werd op 18 januari 2008 door de Vereniging van Nederlandse Gemeenten uitgeroepen tot 'meest inspirerende Millennium Gemeente van 2007'. De keuze was te danken aan het project Vecht voor Water, gericht op het bestrijden van de guineaworm in het drinkwater in het Noord-Afrikaanse land Niger door middel van de aanleg van waterputten.

### Ambtelijke organisatie
Alle ambtenaren van de gemeente Hardenberg en de gemeente Ommen werkten vanaf 10 juli 2012 samen in een gemeenschappelijke Bestuursdienst Ommen-Hardenberg, met volledige zelfstandigheid voor beide gemeenten. De ambtelijke fusie is per 1 januari 2019 weer ontbonden.

## Media

### Televisie en radio
- Omroep NOOS (Officiële lokale omroep gemeente Hardenberg)
- RTV Oost

### Gedrukte media
- Dagblad de Stentor (editie Vechtdal/Hardenberg);
- Weekblad de Toren, gratis huis-aan-huisblad;

## Meest toegankelijke gemeente
Hardenberg werd op 3 maart 2018 uitgeroepen tot de meest toegankelijke gemeente van Nederland voor mensen met een beperking. Dit werd bekendgemaakt door juryvoorzitter Otwin van Dijk en minister Hugo de Jonge van Volksgezondheid, Welzijn en Sport in de uitzending van het televisieprogramma Kassa (BNNVARA).

## Wildwaterbaan
In april 2014 kreeg de gemeente een wildwater-kanobaan. Deze loopt van de Overijsselse Vecht naar de Molengoot. De baan maakt gebruik van het natuurlijke hoogteverschil. De Vecht ligt 1,5 meter hoger dan het afwateringskanaal. De lengte van de baan is 140 meter. Naast de kanobaan is een vistrap, die in twee richtingen bevaren kan worden.

## Bekende (oud-)inwoners
- Albertus Risaeus (1510 - 1574), kerkhervormer
- Clara Feyoena van Raesfelt-van Sytzama (Friens, 1729 - 1807), dichter
- Jan Weitkamp (1870 - 1946), politicus
- Frits Slomp (Ruinerwold, 1898 - 1978), predikant en verzetsstrijder
- Edwin Evers (1971), diskjockey
- Reinier Paping (Dedemsvaart, 1931-2021), schaatser; winnaar van de Elfstedentocht van 1963
- Arne Slot  (Bergentheim, 1978) voetballer en voetbaltrainer
- Roel Kuiper (Mariënberg, 1962), historicus/filosoof/hoogleraar, politicus (ChristenUnie)